# Манаилешти (Валча)
Манаилешти (рум. Mănăilești) насеље је у Румунији у округу Валча у општини Франчешти-Манастирени. Oпштина се налази на надморској висини од 282 m.

## Становништво
Према подацима из 2002. године у насељу је живело 943 становника, од којих су сви румунске националности.